# 18399 Tentoumushi
18399 Tentoumushi è un asteroide della fascia principale. Scoperto nel 1992, presenta un'orbita caratterizzata da un semiasse maggiore pari a 3,1545744 au e da un'eccentricità di 0,2024121, inclinata di 18,29599° rispetto all'eclittica.
L'asteroide è dedicato all'omonimo club astronomico giapponese.